# 1937年中華民國海軍編成
1937年中華民國海軍編成是指1937年7月之盧溝橋事變爆發後，抗日戰爭初期的中華民國海軍編成。
1928年南京政府成立時，國民政府軍事委員會委員長蔣中正任命陳紹寬為海軍部部長兼總司令，在1937年戰爭爆發前編成了四艦隊，主要任務為掩護陸軍防守作戰。1937年8月－11月中日展開淞滬會戰時具有大小船艦約有70艘總噸位約7萬噸的微量艦隊。
這四個艦隊的編製船艦没有任何技術規律可言，影響編制的理由只有海軍派系。海軍從清朝以來福建派海軍將領自成一系——閩系，但是民國後由於各地政權林立，為了建軍也出現如青島海校或是東北海軍之類獨立於“正統”海軍的旁支，在中央收編的同時他們並不接受被閩系併吞的結果，在政治折衝下最後以艦隊作為分派，第一艦隊與第二艦隊為閩系海軍、第三艦隊為東北海軍、第四艦隊為廣東海軍，除此之外電雷學校也有附設戰鬥艦隊，各派系的預算與人事彼此不互通，偶爾也有互鬥的小型衝突。
由於大型艦隻大多是清朝時期繼承的老舊艦隻，小型艦戰力不足，部分在戰爭爆發時就自沉阻塞航道，少數的近代艦隻在9月後即遭日本之「支那方面艦隊」擊潰而全滅，僅存少量炮艦開至四川地區躲避，另外也有少數特例如逸仙艦被擊沉後遭日軍打撈回收，戰爭結束後再度回歸中華民國服役。

## 艦隊組成
- 第一艦隊：轄有海容艦、海籌艦、寧海艦、平海艦、逸仙艦、大同艦、自強艦、永健艦、永績艦、中山艦、建康艦、定安艦及克安艦等共12艘船艦，總計17484噸。
- 第二艦隊：轄有楚有艦、楚泰艦、楚同艦、楚謙艦、楚觀艦、江元艦、江貞艦、永綏艦、民生艦、民權艦、咸寧艦、德勝艦、威勝艦、江鯤艦、江犀艦、湖鵬艦、湖鷹艦、湖鶚艦、湖隼艦等共19艘，總計9359噸。
- 第三艦隊：轄有定海艦、永翔艦、楚豫艦、江利艦、鎮海艦、同安艦、海鷗艦、海鶴艦、海清艦、海燕艦、 海駿艦、 海逢艦、 海琛艦等14艘船艦，總計14717噸。
- 第四艦隊：轄有順勝艦、義勝艦、勇勝艦、仁勝艦、海寧艦、江寧艦、撫寧艦、綏寧艦、肅寧艦、威寧艦、崇寧艦、義寧艦、正寧艦及長寧艦等共14艘船艦，總計4270噸。
- 測量隊：轄有甘露艦、皦日艦、青天艦、誠勝艦、公勝艦、景星艦、慶雲艦共7船艦，總計3000噸。
- 練習艦隊：轄有應瑞艦及通濟艦，共2船艦，合計4360噸，
- 直轄艦艇：普安艦、武勝艦及辰字號、宿字號魚雷艇共5艘艦艇，總計5825噸。
- 電雷學校所屬部隊：英制CMB魚雷快艇8艘、德製S魚雷艇3艘、同心、同德、自由中國、海靜、策電、鈞和、俞大猷